# Hubera humblotii
Hubera humblotii är en kirimojaväxtart som först beskrevs av Emmanuel Drake del Castillo, Alberto Judice Leote Cavaco och Monique Keraudren, och fick sitt nu gällande namn av Chaowasku. Hubera humblotii ingår i släktet Hubera och familjen kirimojaväxter. Inga underarter finns listade i Catalogue of Life.